# Vallfogona de Balaguer
Vallfogona de Balaguer es un municipio español de la provincia de Lérida, en la comunidad autónoma de Cataluña. Ubicado en la comarca de la Noguera, tiene una población de 2000 habitantes (INE 2024) e incluye los núcleos de La Rápita, l'Hostal Nou i la Codosa y Vallfogona de Balaguer.

## Historia
La villa fue reconquistada en 1105 por Ermengol VI de Urgel. En 1322 se convirtió en una canonjía de Balaguer y en 1445 pasó a serlo de Lérida. Al finalizar la Guerra de los Segadores el pueblo quedó prácticamente despoblado y no empezó a recuperarse demográficamente hasta la década de 1770. Tras los decretos de Nueva Planta pasó a formar parte de la alcaldía mayor de Balaguer.
Hasta la reforma de la nomenclatura municipal de 1916 el municipio se llamaba simplemente Vallfogona. En dicha fecha su nombre fue modificado por el de Vallfogona de Balaguer.

## Demografía
Cuenta con una población de 2000 habitantes (INE 2024).
| Gráfica de evolución demográfica de Vallfogona de Balaguer entre 1842 y 2021 |
| |
| Población de derecho según los censos de población del INE Población de hecho según los censos de población del INEEn estos censos se denominaba Valforgona: 1842 En estos censos se denominaba Vallfogona: 1857, 1860, 1877, 1887, 1897, 1900 y 1910 Entre el censo de 1857 y el anterior, crece el término del municipio porque incorpora a 255306 (Rápita) |

## Economía
La principal actividad económica del municipio es la agricultura y la ganadería industrial, dedicada principalmente a la producción láctea y cárnica siendo ésta la actividad vertebral del municipio en torno a la cual se desarrollan el resto de actividades como el cultivo de cereal y la prestación de servicios a la industria agrícola. En este sentido destaca el matadero industrial Sami, que actaulamente forma parte de Leridana de piensos S.A. 
Cuenta con diversos sercicios básicos como consultorio médico, Farmacia, escuela primaria, 3 oficinas bancarias, 3 panaderías, tienda de comestibles, restaurantes, Carpintería, Herrería, talleres mecánicos, ferretería y también cooperativa agrícola en donde se puede repostar combustible y comprar suministros básicos tanto de trabajo como para el hogar.
A pesar de ser un municipio con poca población, su cercanía a Balaguer y la buena vertebración por carretera la hacen un buen punto estratégico de distribución logística, dentro de la provincia de Lleida. Teniendo en el barrio del "Hostal Nou" su polígono industrial con talleres, naves y empresas de diversos sectores que ofrecen una amplia gama de servicios. Cubriendo así todas las necesidades de una ciudad, pero en un entorno rural.

## Patrimonio
La iglesia parroquial está dedicada a San Miguel y fue construida en el siglo XVIII.
En La Rápita se encuentra un castillo, perteneciente a los duques de Maqueda, que ya es citado en documentos de 1090. Destaca una torre de base rectangular que se cree es de origen musulmán. La antigua parroquia, capilla del castillo, está dedicada a Santa Margarita. Es románica aunque fue reformada en el siglo XVII.

## Fiestas
Vallfogona de Balaguer celebra su fiesta mayor en el mes de mayo.